# Ectoedemia canadensis
Ectoedemia canadensis là một loài bướm đêm thuộc họ Nepticulidae. Nó là loài duy nhất được tìm thấy ở holotype, hiếm gặp tổ trên Alnus tenuifolia và được A. Braun thu thập ở Roger's Pass, British Columbia, vài 19 tháng 8, 1915. Nó có thể đã xuất hiện gần Alberta.

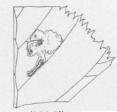
Mine

Sải cánh dài khoảng 5.5 mm.